# Melitaea harterti
Melitaea harterti är en fjärilsart som beskrevs av Rothschild 1913. Melitaea harterti ingår i släktet Melitaea och familjen praktfjärilar. Inga underarter finns listade i Catalogue of Life.